# بيرن جورمان
بيرن جورمان (بالإنجليزية: Burn Gorman)‏ هو ممثل بريطاني، ولد في 1 سبتمبر 1974 بهوليوود في الولايات المتحدة.

## أعمال

### أفلام
- (2004) كعكة الطبقات
- (2011) جوني إنجلش ريبورن[4]
- (2012) نهوض فارس الظلام[5][6][7][8]
- (2013) حافة الهادي[9]
- (2014) ألكسندر واليوم الرهيب، الفظيع، غير الجيد، السيء جدا[10][11]
- (2015) القمة القرمزية[12]
- (2016) الإمبريالي

### مسلسلات
- الانتقام
- الرجل في القلعة العالية
- جواسيس واشنطن
- صراع العروش
- منزل كئيب

## وصلات خارجية
- بيرن جورمان على موقع IMDb (الإنجليزية)
- بيرن جورمان على موقع ألو سيني (الفرنسية)
- بيرن جورمان على موقع أول موفي (الإنجليزية)
- بيرن جورمان على موقع قاعدة بيانات الأفلام السويدية (السويدية)
- بيرن جورمان على موقع قاعدة بيانات الفيلم (الإنجليزية)
- بيرن جورمان على موقع كينوبويسك (الروسية)